# Cristian Castro

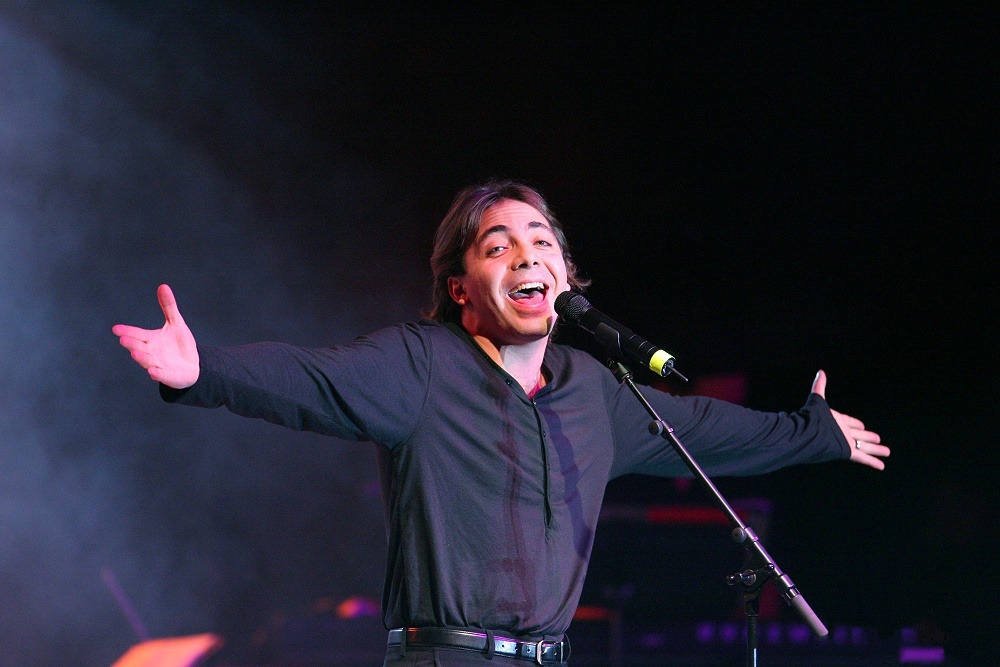
Castro na koncercie w Chumash Casino Resort w Santa Ynez w 2006 roku.

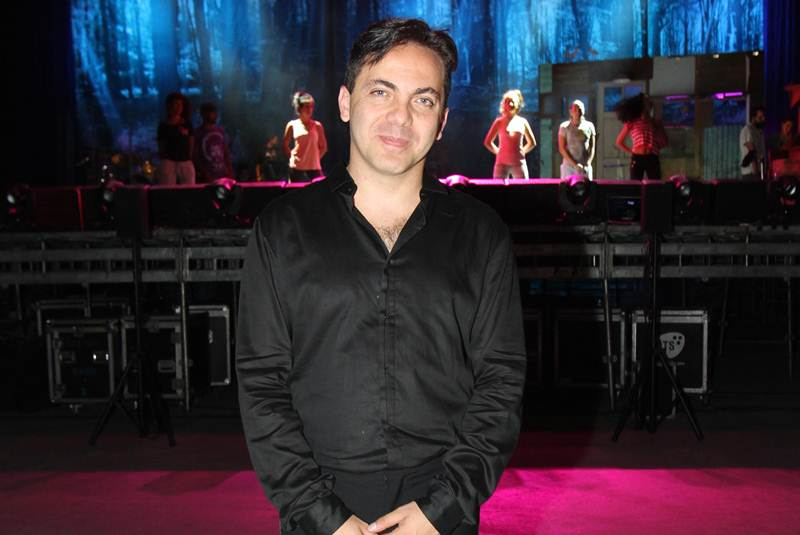
Cristian w 2013 roku.

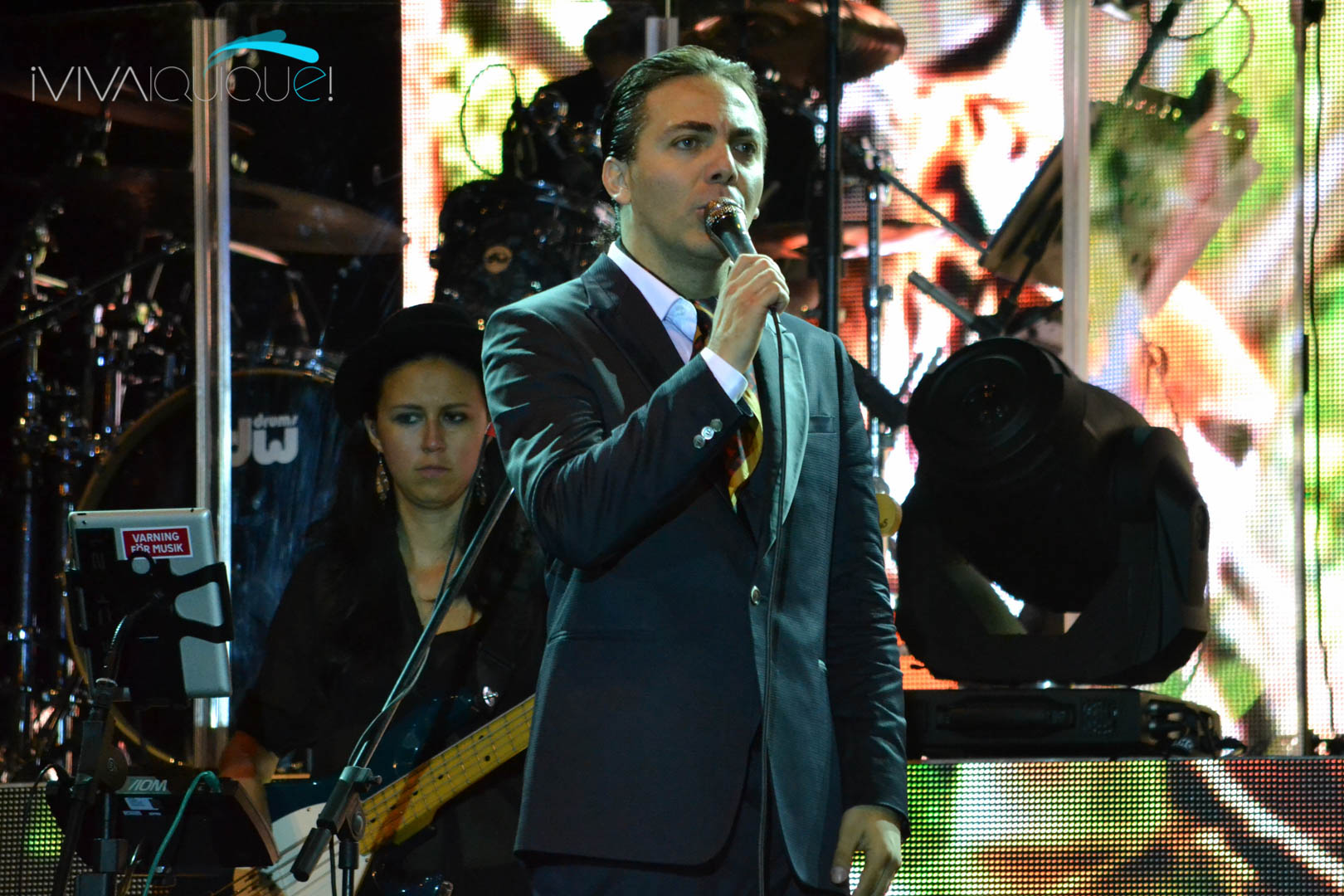
Cristian podczas koncertu w Chile w 2015 roku.

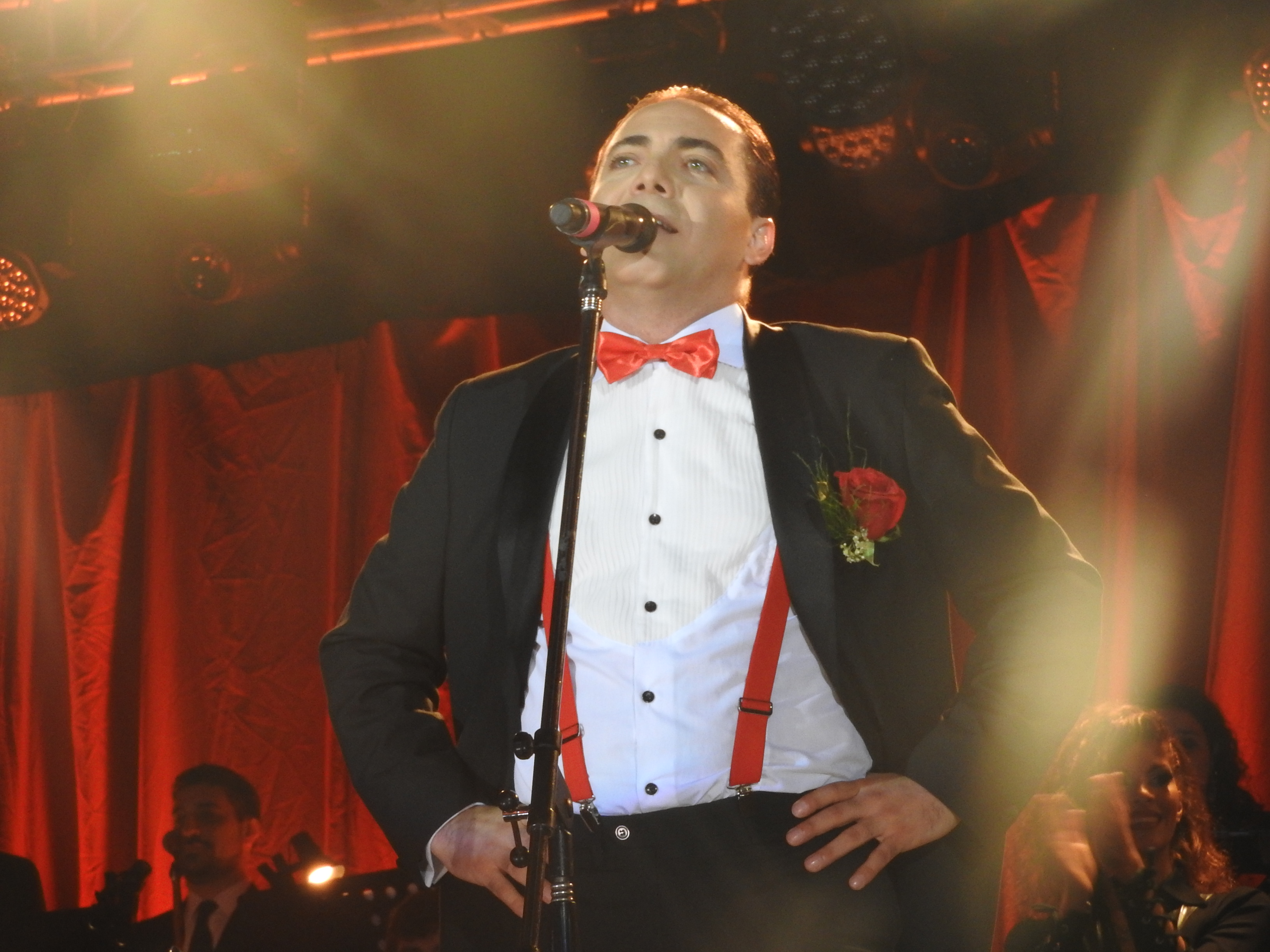
Castro w 2017 roku.

Christian Sáinz Valdés Castro (znany jako Cristian Castro lub Cristian; ur. 8 grudnia 1974 w Meksyku) – meksykański piosenkarz, kompozytor, producent muzyczny i aktor. Jest jednym z najlepiej sprzedających się artystów latynoskich. Współpracował z latynoskimi producentami takimi jak: Kike Santander, Rudy Pérez i Richard Daniel Roman.
Nagrał 2 piosenki do bajki Disneya Mulan: Tu corazon i Hombres Fuertes De Accion Seran Hoy.

## Życiorys

### Rodzina i lata młodości
Urodził się 8 grudnia 1974 w mieście Meksyk jak syn aktorki i piosenkarka Veróniki Castro oraz komika Manuela Valdésa. Ma młodszego brata – Michelle'a Sáinza Castro. Jego wujkiem jest José Alberto Castro, a ciotką Beatriz Castro. Oboje są producentami muzycznymi. Jako dziecko swój debiut aktorski miał w telenoweli Prawo do narodzin (El Derecho de nacer). Wkrótce później pojawił się z nią w reklamie telewizyjnej oraz w meksykańskiej wersji broadwayowskiego spektaklu Mame z aktorką Silvią Pinal.
W 1984 roku Castro po raz pierwszy pojawił się w telewizji Televisa jako piosenkarz w konkursie dziecięcym Juguemos a Cantar, ale nie zakwalifikował się do finału ze względu na swój młody wiek. W wieku dwunastu lat wystąpił z Juanem Pablo Manzanero i Enrique Guzmanem w zespole rockowym Deca.

### Lata 1992–1996
Profesjonalną karierę rozpoczął jako osiemnastolatek w 1992 roku wraz z wydaniem Agua Nueva. Album ten odniósł ogromny sukces w Meksyku i przyniósł mu nominację do nagrody Grammy w kategorii Best Latin Album. Po pojawieniu się w kilku telenowelach i nagraniu kilku albumów rozpoczął karierę międzynarodową, zaczynając w Puerto Rico. Jako wyraz podziękowania za wsparcie, zadedykował temu krajowi piosenkę w swoim drugim albumie Un Segundo En El Tiempo. Wtedy też zmienił swój śpiew z głębokiego głosu, którego używał w Agua Nueva, na łagodniejszy. Jego piosenka Nunca Voy a Olvidarte stała się jego pierwszym hitem numer jeden na liście Hot Latin Tracks w 1993 roku. Po rozpoczęciu koncertowania stał się międzynarodowym idolem nastolatków i symbolem seksu. W 1993 roku otrzymał nominację do Nagrody Pop New Artist of the Year na Lo Nuestro Awards.
W 1994 roku Cristian wydał El Camino del Alma. Utwór Mañana został skomponowany przez meksykańskiego piosenkarza Juana Gabriela. W 1995 roku współtworzył album Boleros: Por Amor y Desamor wyprodukowany przez Jorge Avendaño Luhrsa, nagrywając piosenkę Vuélveme a Querer, która trafiła na 2. miejsce Hot Latin Songs (ustąpiła miejsca debiutanckiemu singlowi Enrique Iglesiasa Si Tú Te Vas). W 1996 roku Cristian wydał El Deseo De Oir Tu Voz, który zawierał takie hity jak Morelia, Amor, Amarte a Ti i utwór tytułowy. Na 9. rozdaniu nagród Lo Nuestro otrzymał nominację do nagrody Męskiego Artysty Pop Roku. Wykonał również piosenki otwierające telenowele, takie jak Morelia (1994), Angela (1998) i Mujer De Madera (2004).

### Lata 1997–2004
W 1997 roku opuścił Fonovisa Records i podpisał kontrakt z BMG, który wydał Lo Mejor De Mi. Razem z pianistą Raulem di Blasio wydał duet Despues De Ti...Que?, który został nominowany do nagrody Best Latin Pop Album of the Year. Po sukcesie albumu Castro śpiewał w duetach z Olgą Tañón, Grupo Limite i José Alfredo Jiménezem. W 1999 roku wydał Mi Vida Sin Tu Amor, który miał cztery single w pierwszej dziesiątce listy Billboard Hot Latin Tracks – Alguna Vez nr. 2, Por Amarte Asi nr. 3, Mi Vida Sin Tu Amor nr. 3 i Volver a Amar nr. 4. W 2001 roku wydał album Azul, który zdobył nagrodę najlepszego albumu roku Latin Pop. W 2002 roku zaśpiewał w duecie z irlandzkim boysbandem Westlife w piosence Flying Without Wings. W 2005 roku wydał Galltio Feliz – zbiór swoich piosenek z dzieciństwa, Nunca Voy A Olvidarte... Los Exitos – największy album przebojowy, który zawiera zarówno utwory Fonovisa, jak i BMG.

### Lata 2005–2011
W 2005 roku wydał Días Felices, z Amor Eterno i Sin Tu Amor jako hit albumu, pod szyldem Universal Music Latino. 26 czerwca 2007 roku wydał swój pierwszy album mariachi, El Indomable, który został wyprodukowany przez Vicente Fernándeza i wydał singiel Tu Retirada. Album El culpable soy yo został wydany 28 kwietnia 2009 roku. Śpiewał podczas ceremonii Latin Grammy Celebra José José. 28 września 2010 roku wydał single La Nave del Olvido i Amor, Amor w ramach albumu Viva el Príncipe. W 2011 roku powstała kontynuacja albumu pod tytułem Mi Amigo El Príncipe.

### Lata 2012–2014
Po rozczarowującej sprzedaży albumów z Universal Latin Entertainment, Castro powrócił do Sony Music. Na swój pierwszy album z Sony od czasu Hoy Quiero Soñar, Castro nagrał album koncertowy zatytułowany Primera Fila: Día 1. Album został stworzony przy współpracy z kilkoma wykonawcami, w tym Reika, Ha*Asha, Leonela Garcíi i Veróniki Castro. Album został wydany przez wytwórnię Sony Music Latin 2 kwietnia 2013 roku.
Na początku 2014 roku wraz z byłym gitarzystą Maná, Césarem "Vampiro" Lópezem utworzyli zespół La Esfinge i wydali album El cantar de la muerte. 1 kwietnia 2014 roku wydał Primera fila: Día 2. Piosenka Déjame conmigo skomponowana przez Mario Domma, członka zespołu Camila, została wydana jako promocja albumu, a jej teledysk został opublikowany 14 lutego.

### Od 2015
W 2015 roku we współpracy z Aleksem Syntekiem zaprezentował piosenkę Tan cerquita, która była w Top 20 rankingu Latin Monitor.
30 września 2016 roku wydał album Dicen... Został wyprodukowany przez Anglika Warrena Huarta i Kubańczyka Yotuela Romero. Decirte adiós, pierwszy singiel z albumu, został wydany pod koniec sierpnia 2016 roku. Natomiast drugim singlem był Simplemente tú, wybrany również jako utwór przewodni telenoweli Simplemente María (Po prostu Maria), emitowanej przez Televisa.

## Życie prywatne
W 2003 roku w Asunción ożenił się z Gabrielą Bo. Krótko później rozwiódł się z nią i ożenił z byłą dziewczyną, Valerią Liberman. Mają dwójkę dzieci.

## Dyskografia
- 1992: Agua Nueva
- 1993: Un Segundo En El Tiempo
- 1994: El Camino Del Alma
- 1996: El Deseo De Oir Tu Voz
- 1997: Lo Mejor De Mi
- 1999: Mi Vida Sin Tu Amor
- 2001: Azul
- 2003: Amar Es
- 2004: Hoy Quiero Soñar
- 2005: Dias Felices
- 2007: El Indomable
- 2009: El Culpable Soy Yo

### Duety
- Despues De Ti...Que? – Raul di Blasio
- El Dia Que Te Conosi – Armando Manzanero
- Pasion – Grupo Limite
- Escondidos – Olga Tañon
- Ella – Jose Alfredo Jimenez
- Flying Without Wings – Westlife
- Primavera – Carlos Santana
- Nada Sin Tu Amor – Tamara
- Todo Para Ti – Michael Jackson, Luis Miguel, Ricky Martin, Julio Iglesias etc.
- El Poder De La Musica

### Piosenki w telenowelach
- 1992: Las secretas intenciones - utwór «Agua nueva»
- 1995-1996: Morelia - utwór «Morelia»
- 1998-1999: Angela - utwór «Alguna vez»
- 2001-2002: La niña de mis ojos - utwór «Con ella»
- 2003: Azul - utwór «Azul»
- 2004-2005: Serce z kamienia - utwór «Mujer de madera»
- 2012: Lobo - utwór «Dame la llave de tu corazón»
- 2012-2013: Corona de lágrimas - utwór «Corona de lágrimas»
- 2014: Volver a amar - utwór «Volver a amar»
- 2014: La malquerida - utwór «La malquerida»
- 2015-2016: Po prostu Maria - utwór «Simplemente tú»